# Paraphylax nigriceps
Paraphylax nigriceps là một loài tò vò trong họ Ichneumonidae.